# Ranty Martins
 (avril 2013).
Si vous disposez d'ouvrages ou d'articles de référence ou si vous connaissez des sites web de qualité traitant du thème abordé ici, merci de compléter l'article en donnant les références utiles à sa vérifiabilité et en les liant à la section « Notes et références ».
Ranty Martins Soleye, né le 5 septembre 1986 à Agege dans l'État de Lagos, est un footballeur nigérian. Il est actuellement sans club.
Il termine meilleur buteur du championnat indien à sept reprises.